# Oda di Metz
Oda di Metz (910 circa – 10 aprile 963) è stata una nobile tedesca.

## Biografia
Era la figlia del conte Gerardo di Metz. Sua madre Oda di Sassonia era figlia di Ottone I, appartenente alla dinastia Liudolfingia e duca di Sassonia. Uno dei suoi fratelli era Enrico l'Uccellatore. Grazie a questo legame familiare, Oda era una cugina del primo imperatore del Sacro Romano Impero, Ottone I il Grande.
Nel 930 Oda sposò Gozlin, conte di Bidgau e Methingau, che divenne famoso come comandante militare per suo fratello, Adalberone I di Metz. Poiché era sopravvissuta a suo marito di vent'anni, divenne capo della famiglia e gestì le terre del marito finché i loro figli non raggiunsero l'età adulta.
Essi ebbero i seguenti figli:
- Reginar, conte di Bastogne († 18 aprile 963);
- Enrico († 6 settembre 1000);
- Goffredo (935/940 – 3 settembre 995/1002), conte di Verdun[1];
- Adalberone (935/940 – 23 gennaio 989), arcivescovo di Reims 969-989.

## Ascendenza
|                      |                      |                    | Genitori              |  |  | Nonni |  |  | Bisnonni               |  |  | Trisnonni            |  |
|                      |                      |                    |                       |  |  |       |  |  | Adalardo il Siniscalco |  |  | Leotardo I di Parigi |  |
|                      |                      |                    |                       |  |  |       |  |  | Adalardo il Siniscalco |  |  | Leotardo I di Parigi |  |
|                      |                      | Grimilde           |                       |  |  |       |  |  | Adalardo il Siniscalco |  |  |                      |  |
| Adalardo II di Metz  |                      |                    |                       |  |  |       |  |  | Adalardo il Siniscalco |  |  |                      |  |
|                      |                      | …                  | …                     |  |  |       |  |  |                        |  |  |                      |  |
|                      |                      | …                  | …                     |  |  |       |  |  |                        |  |  |                      |  |
|                      |                      | …                  | …                     |  |  |       |  |  |                        |  |  |                      |  |
| Gerardo I di Metz    |                      | …                  |                       |  |  |       |  |  |                        |  |  |                      |  |
|                      |                      | …                  | …                     |  |  |       |  |  |                        |  |  |                      |  |
|                      |                      | …                  | …                     |  |  |       |  |  |                        |  |  |                      |  |
|                      |                      | …                  | …                     |  |  |       |  |  |                        |  |  |                      |  |
| …                    |                      | …                  |                       |  |  |       |  |  |                        |  |  |                      |  |
|                      |                      | …                  | …                     |  |  |       |  |  |                        |  |  |                      |  |
|                      |                      | …                  | …                     |  |  |       |  |  |                        |  |  |                      |  |
|                      |                      | …                  | …                     |  |  |       |  |  |                        |  |  |                      |  |
| Oda di Metz          |                      | …                  |                       |  |  |       |  |  |                        |  |  |                      |  |
|                      | Liudolfo di Sassonia | Bruno di Sassonia  |                       |  |  |       |  |  |                        |  |  |                      |  |
|                      | Liudolfo di Sassonia | Bruno di Sassonia  |                       |  |  |       |  |  |                        |  |  |                      |  |
|                      | Liudolfo di Sassonia | Gisla di Verla     |                       |  |  |       |  |  |                        |  |  |                      |  |
| Ottone I di Sassonia | Liudolfo di Sassonia |                    |                       |  |  |       |  |  |                        |  |  |                      |  |
|                      |                      | Oda di Billung     | Billung               |  |  |       |  |  |                        |  |  |                      |  |
|                      |                      | Oda di Billung     | Billung               |  |  |       |  |  |                        |  |  |                      |  |
|                      |                      | Oda di Billung     | …                     |  |  |       |  |  |                        |  |  |                      |  |
| Oda di Sassonia      |                      | Oda di Billung     |                       |  |  |       |  |  |                        |  |  |                      |  |
|                      |                      | Enrico di Sassonia | Enrico I di Sassonia  |  |  |       |  |  |                        |  |  |                      |  |
|                      |                      | Enrico di Sassonia | Enrico I di Sassonia  |  |  |       |  |  |                        |  |  |                      |  |
|                      |                      | Enrico di Sassonia | Matilde di Ringelheim |  |  |       |  |  |                        |  |  |                      |  |
| Edvige di Babenberg  |                      | Enrico di Sassonia |                       |  |  |       |  |  |                        |  |  |                      |  |
|                      |                      | Ingeltrude         | Eberardo del Friuli   |  |  |       |  |  |                        |  |  |                      |  |
|                      |                      | Ingeltrude         | Eberardo del Friuli   |  |  |       |  |  |                        |  |  |                      |  |
|                      |                      | Ingeltrude         | Gisella               |  |  |       |  |  |                        |  |  |                      |  |
|                      |                      | Ingeltrude         |                       |  |  |       |  |  |                        |  |  |                      |  |